# ماريا كريستينا راموس
ماريا كريستينا راموس (بالإسبانية: María Cristina Ramos)‏ هي كاتِبة وشاعرة وممثلة أرجنتينية، ولدت في 1952 في مدينة سان رافائيل، مندوزا في الأرجنتين.